# 下田心子
下田心子，原寫為下田心仔，是臺灣桃園市新屋區的一個傳統地域名稱，位於該區中部偏西北。相較於今日行政區，其範圍大致包括下田里、赤欄里。

## 歷史
台灣清治末期至日治初期，下田心子地區為一街庄，稱為「下田心仔庄」，隸屬於竹北二堡。該庄西北與石牌嶺庄為鄰，東北與石磊仔庄為鄰，東邊與新屋庄為鄰，東南邊為東勢庄，南邊隔社子溪與社仔庄、槺榔庄為界，西邊為崁頭厝庄、大牛欄庄。
1901年（日治明治三十四年）11月，全台廢縣廳改設二十廳，該庄隸屬於桃仔園廳。1903年（明治三十六年），改名桃園廳。1909年（明治四十二年）10月，合併二十廳為十二廳，該庄隸屬不變。1920年（大正九年），廢十二廳改設五州二廳，該庄改制並雅化為「下田心子」大字，隸屬於新竹州中壢郡新屋庄，大字下有「下田心子」、「員笨」、「赤牛欄」小字名。
戰後新屋庄改制為新屋鄉，隸屬於新竹縣，大字亦改制為村。1950年桃、竹、苗分治，新屋鄉改隸屬於桃園縣。2014年12月，桃園縣升格為直轄桃園市，新屋鄉改制為新屋區，村亦改制為里。

## 聚落
本地區發展較早的聚落有下田心子（田中）、員笨、赤牛欄、公館背、石牌嶺等，在日治期初期的官方地圖上已有記載。此外，本地區尚有黃屋、莊厝、豐田、下赤欄、何屋、下姜屋、公館等聚落。

## 交通
市道114號（中山西路二段）是新屋永安漁港至板橋光復橋的道路，大致以西北西—東南東走向經過下田心子地區中部偏南。由此道路向西北西可前往崁頭厝的永安漁港，向東南東可前往新屋市區、中壢、鶯歌、板橋等地。
區道桃91線是觀新橋至大莊埔的道路，也是本地區西部邊界地帶的縱向道路，大致以北北東—南南西走向轉西北西—東南東走向再轉北北東—南南西走向蜿蜒經過本地區西部邊界地帶。由該道路向北北東可前往石牌嶺並止於新屋溪的觀新橋，向南轉東南可前往大坡地區的大莊埔聚落並止於區道桃104線路口。
區道桃93線（東興路一段）是大欄海邊至甲頭屋的道路，大致以西北—東南走向轉北北西—南南東走向蜿蜒經過本地區東北部。由此道路向西北可前往石牌嶺、大牛欄並止於海邊的下北湖聚落，向南南東可前往甲頭屋並止於市道114號路口。
區道桃93-1線是員笨至下田心的道路，也是本地區中西部一條略呈縱向的內部連絡道路。其北側端點位於本地區北部員笨聚落的區道桃93線路口，南側端點位於本地區中部偏西南的市道114號路口。
區道桃89-1線是羅厝至公館的道路，也是本地中部偏東一條與區道桃93-1線大致平行的道路，其南側端點位於本地區中部偏東南的公館附近市道114號路口。由此向北北東轉東南東再轉北北東，出邊界後不遠處止於區道桃89線路口。

## 學校
- 永安國小